# Casimir III le Grand
Pour les articles homonymes, voir Casimir III.
 (septembre 2021).
Casimir III, dit le Grand (en polonais : Kazimierz III Wielki), né le 30 avril 1310 à Kowal et mort le 5 novembre 1370 à Cracovie, fut roi de Pologne de 1333 à sa mort. Il est issu de la maison Piast, fils du roi Ladislas Ier le Bref et d'Edwige de Kalisz.
Durant son règne, le long conflit avec le royaume de Bohême pour la Silésie se termina et il fut possible de consolider le royaume des Piast par des gains territoriaux dans l'est. Casimir III est le seul roi de Pologne à porter le titre de « Grand ». Néanmoins, aucun de ses quatre mariages successifs ne lui ayant permis d'avoir un fils, il dut céder le trône à sa mort à son neveu le roi Louis Ier de Hongrie.

## Biographie
Casimir naît à Kowal en Cujavie, le fils cadet de Ladislas Ier le Bref, duc à Brześć et princeps de Pologne depuis 1306, et de son épouse Edwige de Kalisz, fille du duc Boleslas le Pieux. Il fut baptisé sous le prénom de son grand-père le duc Casimir Ier de Cujavie. Ses deux frères aînés Ladislas et Étienne étant morts très jeunes, c’est lui qui devrait succéder sur le trône de la Pologne. Il a également eu trois sœurs : Cunégonde, Élisabeth et Edwige. Cunégonde a épousé le duc de Silésie Bernard de Świdnica, ensuite le duc Rodolphe Ier de Saxe-Wittemberg. Élisabeth a épousé le roi Charles Robert de Hongrie ; elle est la mère de Louis Ier. Edwige est morte avant d’avoir atteint l’âge adulte.
Casimir grandit à la cour du Wawel, le chanoine Jarosław de Bogoria et Skotnik, futur archevêque de Gniezno, fut l'un de ses éducateurs. À la suite du mariage de sa sœur Élisabeth et le roi Charles Robert en 1320, il a regulièrement séjourné à Buda en Hongrie. Plusieurs fiançailles de Casimir échouèrent, dont avec Bonne de Luxembourg, fille du roi Jean Ier de Bohême, et avec Anne de Habsbourg, fille de Frédéric le Bel. Afin d'asseoir la nouvelle alliance avec la Lituanie, il épouserait finalement Aldona, la fille du grand-duc Ghédimin, en 1325. Peu de temps après, le héritier du trône tombera gravement malade mais s'est complètement remis.

### Un roi conquérant
Ladislas Ier a préparé son fils à assumer le règne sur la Pologne ; Casimir partit en mission à la cour hongroise de Visegrád pour apporter le soutien contre la politique expansionniste de Jean Ier de Bohême. Néanmoins, d'après certaines sources reproduites par le chroniqueur Jan Długosz, un scandale éclate lorsque des
rumeurs sur un viol d'une des servantes de sa sœur Élisabeth circulent. En 1329, il a accompagné son père en campagne contre l'ordre Teutonique au pays de Chełmno ; le 26 mai 1331, il est nommé gouverneur de Grande-Pologne, Sieradz et Cujavie. Le 27 juillet, les chevaliers teutoniques l'ont attaqué à Pyzdry et le jeune prince échappe de peu à la mort. Pendant l'automne, les forces du roi de Bohême ont assiégé la ville silésienne de Głogów ; en échange, les troupes de Casimir ont attaqué la ville de Kościan.

La Pologne sous le règne de Casimir III, 1333-1370.

Casimir succéda à son père à la mort de ce dernier le 2 mars 1333. Il a toutefois dû vaincre la résistance de sa mère qui n'était pas disposée à accepter l'accession au trône de sa belle-fille Aldona. Finalement, Edwige se retire au couvent de Stary Sącz. Le jeune couple de souverains a été couronné par l'archevêque Janisław de Gniezno le 25 avril à Cracovie.
Lorsqu'il monte sur le trône, Casimir III est le premier roi à être à la tête d'un royaume polonais réunifié. À la suite de plusieurs défaites militaires contre l'Ordre teutonique, la Bohême et les margraves de Brandebourg, ce royaume ne comprend qu'une partie des terres jadis sous contrôle polonais. Ainsi, les principautés de Sieradz et Łęczyca sont  gouvernées respectivement par Przemysl et Ladislas le Bossu, neveux de Ladislas Ier. Les pays de Cujavie, de Dobrzyń et de la Poméranie orientale (Pomérélie) sont occupés par l'Ordre Teutonique.
La plupart des ducs silésiens ont par ailleurs reconnu la suprématie du roi Jean de Bohême qui, pour sa part, revendiquait également la couronne de Pologne. Les principautés de Mazovie au nord-est restent largement indépendantes. Dans le domaine de la politique étrangère, il ne restait que l'alliance avec la Lituanie. En temps de danger imminent d'une guerre sur deux fronts, le rapprochement vers la Hongrie vise à ouvrir de nouvelles possibilités.
Moyennant la concession « éternelle » de la Silésie au roi Jean de Bohême par le traité de Trenčín conclu en 1335, il parvint rapidement à conquérir la Galicie et sa capitale Lwów (aujourd'hui Lviv en Ukraine), l'arrachant aux Ruthènes, puis défit le roi de Bohême. En 1343, il conclut le traité de Kalisz avec les chevaliers teutoniques, ce qui lui permit d'intégrer la Poméranie orientale à son royaume. Au terme du règne de Casimir III, la Pologne a vu son territoire plus que doubler et acquérir une véritable importance sur la scène européenne.

### Un roi éclairé et tolérant
Casimir III s'entoura des meilleurs conseillers ; il réforma en profondeur la justice, l'administration et la fiscalité (il créa notamment un impôt foncier) et fit codifier le droit applicable en le consignant dans des registres. Il attacha une grande importance à l'essor de l'enseignement et des sciences (en particulier du droit, de la médecine et de l'astronomie) en fondant des collèges et en créant l'Académie de Cracovie (devenue l'université  Jagellonne sous Ladislas II Jagellon) en 1364.
Alors qu’à la même époque, les Juifs étaient pourchassés dans plusieurs autres pays d’Europe (principalement dans les territoires germaniques), Casimir III mena au contraire une politique favorable à leur égard : en 1334, il leur attribua des terres faiblement peuplées dans les provinces orientales et leur garantit le droit de libre circulation dans tout le royaume. Ceux-ci vinrent ainsi nombreux s'établir en Pologne, notamment à la périphérie des villes. Les droits accordés aux Juifs furent étendus en 1364.

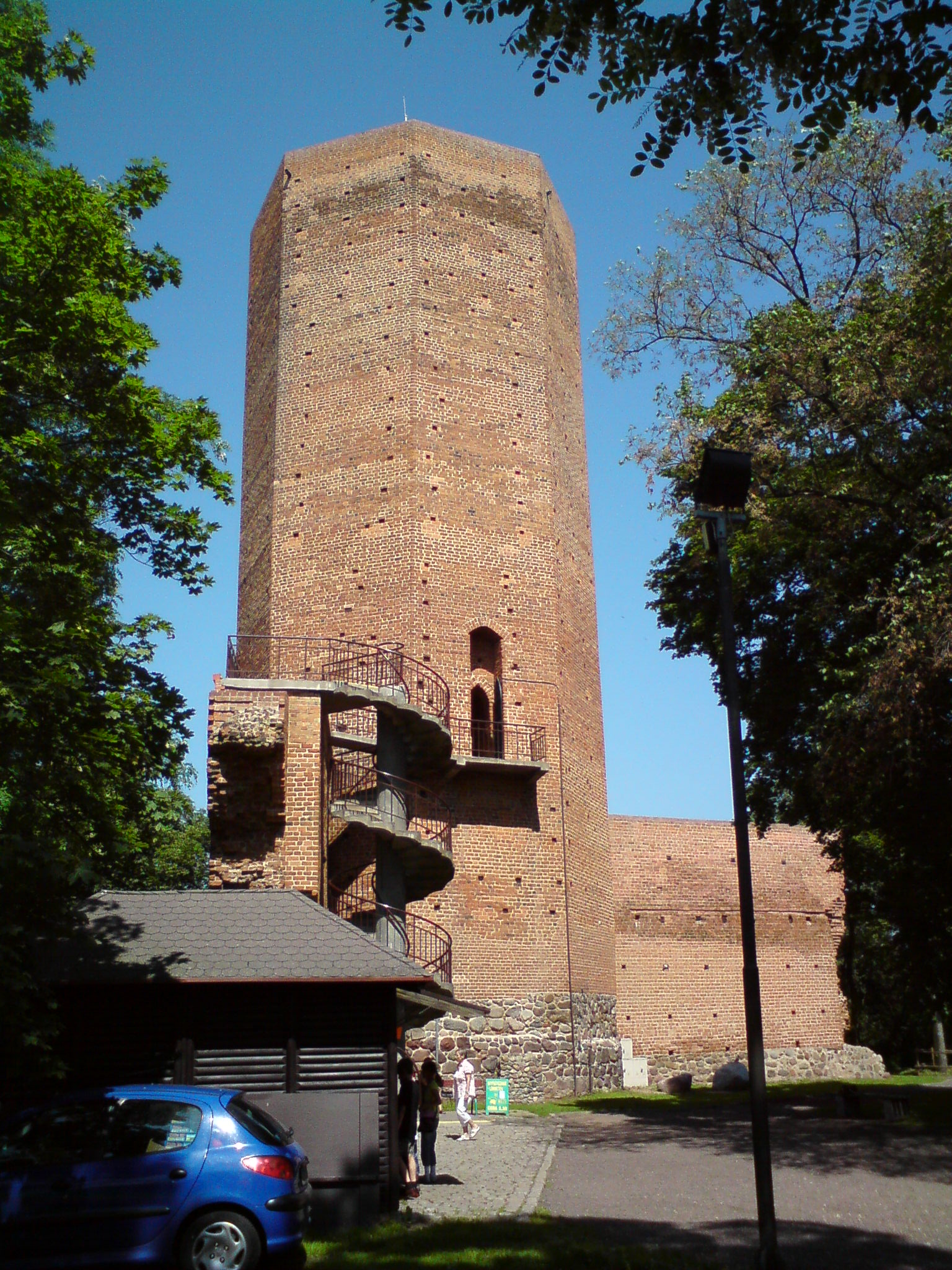
Tour des Souris, vestige du château de Kruszwica construit vers 1350 par Casimir III.

### Un roi bâtisseur
Sous son règne, une cinquantaine de châteaux furent édifiés à travers tout le pays et pas moins de 27 villes furent ceintes de remparts. Il fit également construire de nombreuses églises, instituts et hôpitaux. La célèbre formule selon laquelle « Casimir a trouvé un pays fait de bois et a laissé un pays fait de pierres » marque l'importance de ses 37 années de règne dans l'histoire de la Pologne.

### Un roi sans héritier

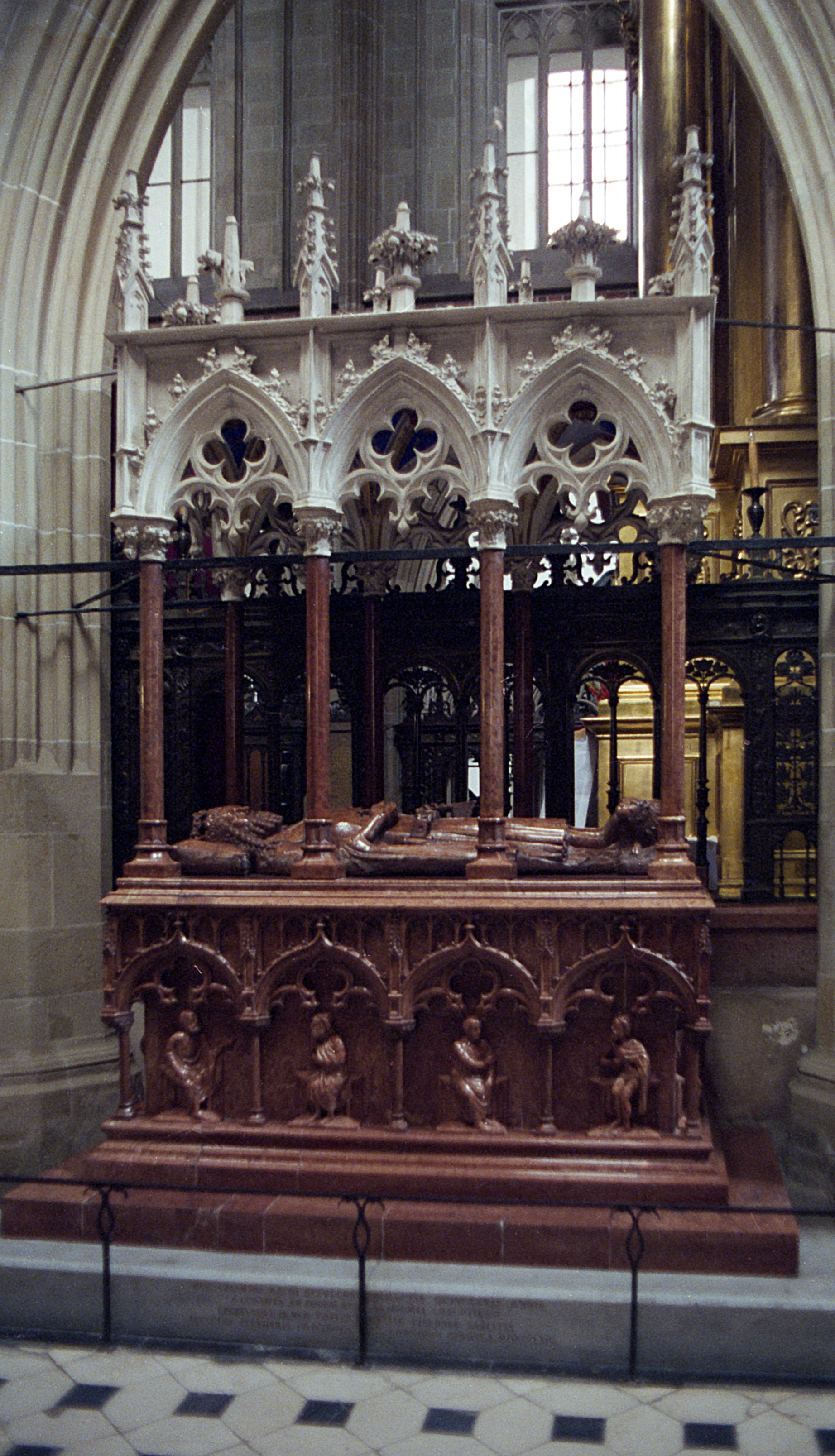
Tombeau de Casimir III le Grand dans la basilique-cathédrale Saints-Stanislas-et-Venceslas de Cracovie

Casimir le Grand conclut quatre mariages.
Il épousa d'abord le 16 octobre 1325 Aldona de Lituanie (1310-1339), fille de Gediminas, grand-duc de Lituanie. Ils eurent :
- Élisabeth (en) (1333-1361), mariée vers 1342 à Bogusław V, Duc de Poméranie (1318-1373) ;
- Cunégonde (1334-1357), mariée vers 1345 à Louis VI de Bavière, duc de Bavière et margrave de Brandebourg (1330-1365).

Il se remaria le 29 septembre 1341 avec Adélaïde de Hesse (morte en 1371), mais s'en sépara en 1356, puis épousa en 1356 Christina Rokiczana, mais pour peu de temps puisqu'ils se séparèrent en 1364.
Enfin, il épousa vers 1365 Edwige de Sagan (morte en 1390) fille d'Henri V de Fer, Duc de Głogów et de Żagań. Ils eurent :
- Anne (en) (1366-1425), mariée en 1380 avec Guillaume, comte de Cilli (1361-1392), puis avec Ulrich, duc de Teck (mort en 1432) ;
- Cunégonde (1367-1370) ;
- Edwige née en 1368, mariée vers 1382 et décédée après 1407.

En 1368, n'ayant pas réussi à enfanter un héritier mâle, ce qui l'angoissait profondément, il adopta son petit-fils Casimir IV de Poméranie, voulant sans doute en faire son successeur sur le trône de Pologne malgré un accord de succession qui avait été conclu avec Louis Ier de Hongrie. Cette stratégie fut vaine, car ce petit-fils ne survécut pas à son successeur. Il en résulta une union personnelle entre les royaumes de Hongrie et de Pologne.
Si la dynastie Piast subsista encore jusqu'en 1675 avec une branche qui détient la Silésie, Casimir III est le dernier membre de la dynastie à occuper le trône de Pologne.

## Culture populaire
- Casimir III est le dirigeant de la Pologne dans le jeu vidéo Civilization V : Brave New World par Firaxis Games.
- Son attitude envers les Juifs est citée dans La liste de Schindler.

## Sources
- Francis Dvornik, Les Slaves histoire, civilisation de l'Antiquité aux débuts de l'Époque contemporaine, chapitre 15, Éditions du Seuil, Paris (1970)